# 1935 في السعودية
تحتوي هذه المقالة على أهم الأحداث التي شهدتها السعودية في 1935م والتي توافق عام (1353–1354 هجري) إضافة إلى أهم الشخصيات السعودية التي وُلدت أو تُوفيت في هذه السنة.

## السياسة

### الحكم
الملك: عبد العزيز بن عبد الرحمن آل سعود

## أحداث
- أول سك لريال فضي يحمل اسم المملكة العربية السعودية بعد توحيد البلاد بثلاث سنوات.[1]
- تأسيس مدرسة الشرطة، وهي نواة كلية الملك فهد الأمنية حاليا.[2]
- تأسيس مدرسة الأمراء.[3]طيارون من سلاح الطيران الملكي السعودي أثناء تدريبهم في مملكة إيطاليا عام 1935

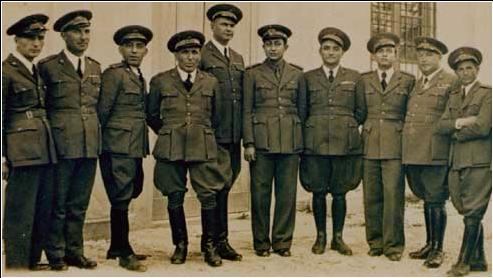
طيارون من سلاح الطيران الملكي السعودي أثناء تدريبهم في مملكة إيطاليا عام 1935

- البدء ببناء قصر البديعة بأمر من الملك عبد العزيز ليكون مقرًّا للسكن واستضافة كبار الزوار والشخصيات المهمة للدولة والاجتماعات الخاصة.[4]
- انشاء مصلحـة الأشـغال العامـة والمعـادن، (وزارة الطاقة حاليا).[5]
- صدور نظام تعاطي الصيدلة في المملكة.[6]
- صدور نظام المستشفيات.[6]
- إنشاء قصر البديعة والواقع على مجرى وادي حنيفة بمنطقة الرياض وقد أشرف على بنائه محمد بن قباع.
- بناء قصر لينة التاريخي وهو قصر سعودي قديم بُني بأمر من الملك المؤسس عبد العزيز بن عبد الرحمن آل سعود ليكون مقرا للإمارة في المنطقة آنذاك، ويقع القصر في قرية لينة التاريخية الواقعة على بعد 100 كلم عن محافظة رفحاء التابعة لمنطقة الحدود الشمالية السعودية، ولا يزال موجود إلى الآن، ويعد من آثار المنطقة البارزة.[7]

### مارس
- 17: الحرس الخاص بالملك يحبط محاولة اغتيال للملك عبد العزيز آل سعود في الحرم المكي، حيث تم قتل المهاجمين اليمنيين.[8]

### أبريل
- 30: بدء العمل في حفر بئر الدمام رقم 1، وبعد سبعة أشهر أنتجت البئر دفعة قوية من الغاز وبعض بشائر الزيت بعد وصول عمق الحفر إلى نحو 700 متر، قبل أن يتوقف الحفر بسبب عطل في المعدات.[9]

### يوليو
- 14: الأمير سعود بن عبدالعزيز يزور بعض البلدان الإيطالية بالإضافة إلى باريس عاصمة فرنسا، حيث شملت زيارته في فرنسا كل من: حفل سباق الخيل، زيارة قصر الاليزه، جامع باريس والمعهد الإسلامي، المكتبة الأهلية، حفلة الطيران الليلية.[10]
- 21: توقيع اتفاقية بين الحكومة العربية السعودية و حكومة السودان المالكتان لسلك الكابلو البحري بين جدة و بورسودان وبموجب الاتفاق قد تم تفويض شركة تلغراف الايسترن المحدودة بتشغيل السلك و تأمينه.[11]

### أغسطس
- 3: تأسيس جمعية الاسعاف الخيري الوطني في المملكة العربية السعودية بهدف تقديم الاسعافات الطبية السريعة لضحايا الأخطار والجرحى والمصابين بعاهات و لمد المساعدة في حال انتشار الأوبئة و مساندة كل عمل من نوع هذه الجمعية يكون غرضها انسانيًا محضًا، كما سن نظام الجمعية على حظر حصول أي متطوع أو موظف مكافأة شخصية على عمله من المسعفين. كما تقرر إنشاء الجمعية لمركز عمومي في العاصمة و مراكز فرعية في أنحاء القطر العربي السعودي. تم تحديد موارد الجمعية من الهبات والعطايا والاعانات و ريع الحفلات التي تقيمها الجمعية و واردات الطوابع وقيم الاشتراك. [12][13]

## مواليد
- عبد الله بن سعود بن عبد العزيز آل سعود، الابن الرابع من أبناء الملك سعود، تولى إمارة مكة المكرمة عام 1961.
- سارة بنت فيصل بن عبد العزيز آل سعود، ناشطة في مجال النساء ورعاية الأطفال وعضو مجلس الشورى السعودي.[14]
- علي النعيمي، وزير البترول والثروة المعدنية سابقا.
- عبد الوهاب أبو سليمان، فقيه ومؤرخ وأديب، عضو هيئة كبار العلماء.
- راشد المبارك، شاعر وأديب ومفكر تنويري وأستاذ جامعي.
- ماجد الشبل، إعلامي ومذيع سابق في التلفزيون السعودي.
- بدر كريّم، إعلامي ومذيع، وعضو سابق في مجلس الشورى.
- عابد خزندار، أديب وناقد وكاتب صحفي.
- عبد الرحمن العبيد، شاعر ومؤلف ومؤرخ.
- عيسى الأحسائي، فنان شعبي.
- عمر العبد اللطيف، رجل أعمال.
- أحمد الضبيب، عضو مجلس الشورى ومدير جامعة الملك سعود سابقا.
- خالد بن محمد القصيبي، وزير الاقتصاد والتخطيط.[15]

### يوليو
- 25: عدنان خاشقجي، ملياردير وتاجر سلاح.[16]

### سبتمبر
- 28:
  - صالح بن فوزان الفوزان، فقيه وأستاذ جامعي، عضو هيئة كبار العلماء.
  - جار الله السواط، شاعر نبطي، برز في شعر المحاورة وشعر الحكمة.
  - محمد عبد الله القحطاني، أحد مقتحمي الحرم المكي مع جهيمان العتيبي في مطلع عام 1400 هـ بزعم أنه المهدي.[17]

### أكتوبر
- 10: عبد الرحمن محمد الأنصاري، أستاذ علم الآثار وعضو سابق في مجلس الشورى.

### ديسمبر
- 31: سلمان بن عبد العزيز آل سعود، ملك المملكة العربية السعودية السابع والحالي.[18]

## وفيات
- الأمير عبد الله بن جلوي بن تركي آل سعود، أمير منطقة القصيم والشرقية.[19]
- محمد بن عثمان الشاوي، فقيه حنبلي وقاضي شرعي وشاعر (و. 1895).[20][21][22][23][24]
- إبراهيم بن محمد بن سالم بن ضويان، فقيه و مؤلف وله علم بالأنساب.( و. 1858).[25]